# 883 Matterania
883 Matterania este un asteroid din centura principală, descoperit pe 14 septembrie 1917, de Max Wolf.